# Jackson Hole
Jackson Hole er en dal i det nordvestlige Wyoming i USA. Dalen er opkaldt efter David Jackson, en pelsjæger, som jagede bævere i området i begyndelsen af 1800-tallet. Udtrykket "Hole" (Hul) brugte datidens pelsjægere typisk om dale, der var omkranset af bjerge på alle sider. Aktuelt kom pelsjægerne typisk til dalen fra nord eller øst, hvor de skulle passere ret høje bjergkæder, for at komme ned i "hullet".

## Historie
Områdets oprindelige amerikanere brugte dalen primært til jagt og til ceremonielle formål, men slog sig ikke ned her. Den første hvide, der så dalen, var formodentlig John Colter, et tidligere medlem af Lewis og Clark ekspeditionen, der kom til området omkring 1806. Hans rapporter om dalen, og om området omkring Yellowstone i almindelighed blev betragtet med stor skepsis, og først omkring 1870 skete de første bosættelser i dalen.

## Beskrivelse
Dalen ligger mellem bjergkæderne Teton Range på den vestlige side og Gros Ventre Range på den østlige. Den nordvestlige del af dalen ligger inden for grænserne af Grand Teton National Park, som også omfatter det meste af Teton Range. I den sydlige del af dalen ligger byen Jackson, der er den eneste større bebyggelse i dalen.
Nord for Jackson ligger National Elk Refuge, hjemsted for verdens største flok af Wapitihjorte. Her samles omkring 7.500 wapitihjorte hver vinter. Om sommeren søger dyrene længere op i bjergene omkring dalen.
Floden Snake River løber gennem hele dalen, der ligger i en gennemsnitlig højde over havet på 2.000 meter. Dalen rummer en række søer, hvoraf den største er Jackson Lake.
U.S. Highway 89 går gennem dalen i nord-sydlig retning.

## Vejr
På grund af dalens høje beliggenhed kombineret med den høje bjerge omkring den, (Teton Range rejser sig op mod 2.100 meter over dalbunden), kan der være særdeles koldt i dalen om vinteren. I 1993 blev der således mål -53 °C i dalen, og den laveste temperatur, der nogensinde er målt i Wyoming, -66 °C, blev målt ved Mount Moran i Teton Range. Om sommeren kan der tilsvarende blive ret varmt i dalen, op mod 34-35 °C i skyggen.

## Bebyggelse
Den eneste egentlige by, der ligger i dalen er Jackson (ofte fejlagtigt kaldet Jackson Hole lige som dalen). Der findes dog mindre bebyggelser som fx Wilson, Teton Village, Moran Junction og Hoback, m.fl.